# 불량가족
《불량가족》은 2006년 3월 22일부터 2006년 5월 11일까지 방송 되었던 SBS 수목 드라마이다.
극본은 이희명, 한은경 연출은 유인식 감독이다.
한편, 남상미가 맡았던 김양아 역은 당초 한채영이 낙점되었지만 제작진과의 이견차 때문에 거절했다.

## 기획 의도
가족은 소중하고 가정의 행복은 모든 가치의 최우선이다. 진짜 가족을 잃어버린 아이를 위한 가짜 가족을 통한 진짜의 발견, 가족 대행 서비스 업체의 아르바이트직인 등장 인물들이 가족 역할을 통해서 자신의 진짜 가족의 의미를 찾아가는 과정을 통해 따뜻하고 웃음 터지는 에피소드를 통해 가족애를 전달한다.

## 제작진
- 기획 : 고흥식
- 극본 : 이희명, 한은경
- 연출 : 유인식

## 등장 인물
- 김명민 : 오달건 역
- 남상미 : 김양아 역
- 박진우 : 하태경 역
- 현영 : 하부경 역
- 김희철 : 공민 역
- 임현식 : 장항구 역
- 여운계 : 박복녀 역
- 강남길 : 조기동 역
- 금보라 : 엄지숙 역
- 김규철 : 하인수 역
- 이영유 : 백나림 역
- 한영광
- 유형관 : 나림 외삼촌 변 차장 역
- 조덕현 : 독고파 건달 역
- 최하나 : 노아나 역
- 이병현
- 이현
- 오지은